# Sonata per a flauta en re major (HWV 378)
La Sonata per a flauta en re major (HWV 378) fou composta cap el 1707 per Georg Friedrich Händel. Està escrita per a flauta i teclat (clavicèmbal). L'obra està referenciada també com a HHA iv/18,41.
La sonata inicialment fou atribuïda a 'Sr. Weisse' (podria ser Johann Sigismund Weiss), però actualment es considera que fou composta per Händel. No es coneix l'existència de cap autògraf, però la sonata apareix en un manuscrit important de sonates per a solista del segle xviii que s'arxiva al Conservatori reial de Brussel·les. Fa uns anys, el 1979, va sortir publicat en una edició facsímil.
Una interpretació típica dura aproximadament set minuts.

## Moviments
La sonata consta de quatre moviments:
| Núm. | Tipus   | Notes |
| ---- | ------- | --- |
| 1    | Adagio  | Els poètics primers compassos tenen relació amb el largo del tercer moviment de la Sonata per a flauta en mi menor (HWV 379), i amb un moviment de la Sonata per a violí en re major (HWV 371). La continuació és més propera a la sonata per a violí. |
| 2    | Allegro | En un compàs 3/8, i de tempo animat. Basat en idees que Händel utilitzà en una obertura escrita a Itàlia i una sonata en trio. |
| 3    | Adagio  | Un moviment que sembla un recitatiu. |
| 4    | Allegro | Comença de manera similar a una de les darreres sonates per a flauta dolça de Händel. En ritme d'una jig irlandesa |